# La escuela contra el margen
La escuela contra el margen es una película documental de Argentina filmada en colores dirigida por Lisandro Gonzalez Ursi y Diego Carabelli sobre su propio guion que se estrenó el 6 de mayo de 2019. Además de Florencia Vives y de  Marlis Pajer, participaron alumnos de la Escuela de Enseñanza Media 1 D.E. 13 “Manuel Mujica Láinez”, de Villa Lugano.

## Sinopsis
La docente entra al aula donde debe comenzar la primera clase del año; es un grupo difícil de adolescentes de los barrios marginales de la ciudad, muchos de ellos parte de distintas comunidades de inmigrantes a las que el resto de la sociedad no suele tratar con cariño ni respeto. Es una escuela secundaria de Villa Lugano, en una zona de la ciudad de Buenos Aires, donde se registran los mayores índices de pobreza. Durante todo un año se filmó el día a día de un taller escolar con jóvenes de cuarto año, interviniendo un mapa de Buenos Aires para indicar cuáles son las condiciones sociales e históricas del barrio donde esta la escuela, las desigualdades de la ciudad, las tensiones entre los barrios y villas que conforman Villa Lugano (el sector más pobre de la ciudad) o recordar la trágica cronología de la toma del Parque Indoamericano en 2010. Un minucioso registro de esta tarea escolar refleja la vida interna propia del aula, al mismo tiempo que surgen las problemáticas externas que viven los estudiantes.
Una historia similar a la del filme francés Entre les murs de Laurent Cantet, la película que bien podría ser un documental así como La escuela contra el margen podría verse como una ficción híperrealista.

## Comentarios
Juan Pablo Cinelli en Página 12 escribió:

”Con paciencia y astucia (la profesora) se irá ganando el interés de ese alumnado díscolo, un trabajo arduo, pero al final de la película la actitud desafiante del comienzo se transformará en afecto….Carabelli y González Ursi retratan el cambio de actitud de esos chicos...Pero lo hacen con gracia, sin resignar empatía, sabiendo que se trata de la actitud de autodefensa…La profesora orienta el trabajo al intentar que sus alumnos descarguen el peso de la mirada de los otros, para empezar a verse a sí mismos y así descubrir los valores que los prejuicios ajenos mantenían ocultos. Será esa revelación la que (los) convierta...en jóvenes conscientes de su propia circunstancia. La reafirmación de que el conocimiento y la educación son las herramientas más eficaces para un cambio profundo en la sociedad y sus individuos. Pero no solo para estos chicos: La escuela contra el margen es una oportunidad para que el espectador también deconstruya sus propios prejuicios de clase.“

Diego Batlle en La Nación escribió:

” Este desgarrador documental… registró el proceso de trabajo en el marco de un taller del colegio Manuel Mujica Lainez de Lugano. En un contexto socioeconómico muy complejo, donde imperan la violencia, la xenofobia y la marginación…los adolescentes reflexionan y luego exponen sobre los problemas de una de las zonas más postergadas de la ciudad. Ese proyecto y el posterior viaje a Chapadmalal para compartir la experiencia con otros estudiantes sirven para mostrar la relación de la infatigable maestra treintañera con sus alumnos, que termina excediendo lo académico.”